# مكتبة تسينغ يي العامة
مكتبة تسينغ يي العامة ( Chinese ) مكتبة عامة في جزيرة تسينغ يي بهونج كونج. صُنفت على أنها مكتبات المقاطعات / المقاطعات الرئيسية تحت إطار نظام مكتبات هونغ كونغ العامة. قبل إنشاء المكتبة، كانت حكومة هونغ كونغ لم تزود سكان الجزر إلا بخدمة المكتبة المتنقلة.

## تاريخ
بعد الانتهاء من المرحلة الرابعة من تشينغ هونغ إيست، تم إنشاء مكتبة تسنغ يي العامة في الطابق الأرضي من هونغ شينغ هاوس في 21 مارس 1986. على الرغم صغر حجم المكتبة، إلا أنها تحتوي على مكتبة واحدة للأطفال ومكتبة للبالغين ومكتبة مرجعية واحدة.
استمرت الكثافة السكانية في جزيرة تسينغ يي في النمو السريع في الثمانينيات والتسعينيات من القرن الماضي ليصل إلى 200000 مع إنجاز مشاريع سكنية جديدة في المدينة الجديدة. قرر المجلس الإقليمي وقرر المجلس الإقليمي بناء مكتبة جديدة اقتُرحت في إطار تخطيط المدن الجديدة في الثمانينات. في 31 يناير 2000، انتقلت المكتبة إلى الموقع الحالي، مبنى مبنى تسنغ يي للخدمات البلدية. تقع المكتبة في طابق واحد وهي أكثر اتساعًا من المكتبة القديمة. تم تقديم مرافق الكمبيوتر وغرف لقراءة الصحف إلى المكتبة. بعد حل المجلس، تدار المكتبة بعد ذلك من قبل دائرة الخدمات الترفيهية والثقافية.

## مرافق
- مكتبة إقراض الكبار
- مكتبة الأطفال
- مركز معلومات الحاسوب
- غرفة أنشطة التمديد
- مكتبة الوسائط المتعددة
- قسم الصحف والدوريات
- قسم المراجع
- غرفة دراسة الطلاب

## خدمات المحمول
على الرغم من وجود المكتبة في الموقع المركزي لمدينة جزيرة تسينغ يي الجديدة، إلا أنها بعيدة جدًا عن الجزء النائي من المدينة الجديدة. هناك خدمات متنقلة متوفرة في عقارات تشونغ تشينغ في الجنوب، ووشيونغ فات في شمالها وشيونغ وانغ في شرقها.

## روابط خارجية
- "Tsing Yi Public Library". Leisure and Cultural Services Department. 21 ديسمبر 2006. مؤرشف من الأصل في 2013-09-04. اطلع عليه بتاريخ 2007-03-06.
- "Library Locations". Leisure and Cultural Services Department. 21 ديسمبر 2006. مؤرشف من الأصل في 2013-10-01. اطلع عليه بتاريخ 2007-03-06.
- "Tsing Yi Public Library". Kwai Tsing District Council. مؤرشف من الأصل في 2007-09-27. اطلع عليه بتاريخ 2007-04-07.